# Gare de Sainte-Bazeille
La gare de Sainte-Bazeille est une gare ferroviaire française de la ligne de Bordeaux-Saint-Jean à Sète-Ville, située sur le territoire de la commune de Sainte-Bazeille, dans le département de Lot-et-Garonne en région Nouvelle-Aquitaine.
Elle est mise en service en 1855 par la Compagnie des chemins de fer du Midi et du Canal latéral à la Garonne (Midi). 
C'est une halte voyageurs de la Société nationale des chemins de fer français (SNCF) du réseau TER Nouvelle-Aquitaine, desservie par des trains express régionaux.

## Situation ferroviaire
Établie à 29 mètres d'altitude, la gare de Sainte-Bazeille est située au point kilométrique (PK) 71,985 de la ligne de Bordeaux-Saint-Jean à Sète-Ville, entre les gares de Lamothe-Landerron et de Marmande.

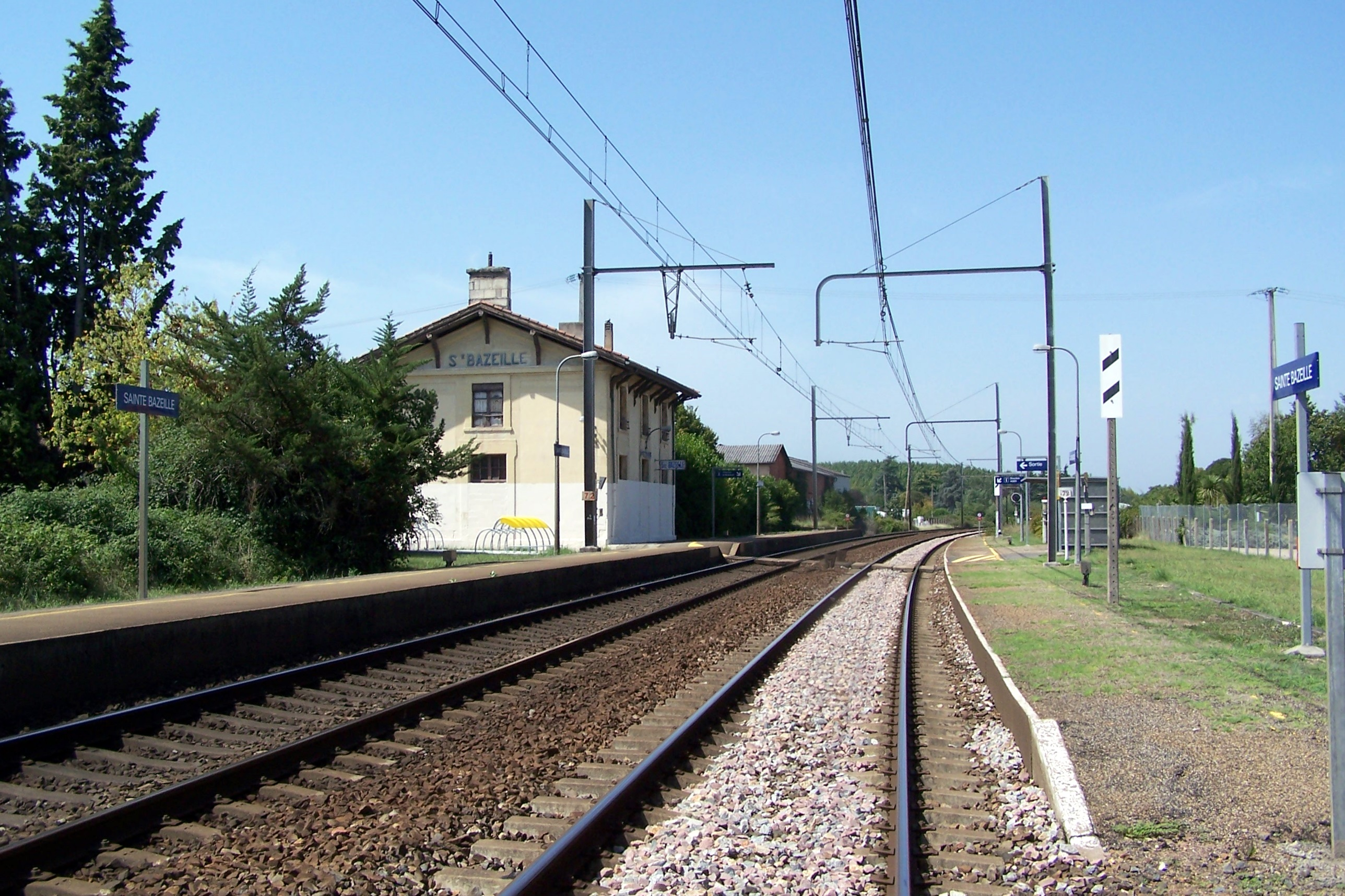
Voies et quais vus en direction de Lamothe-Landerron.

## Histoire
La station de Sainte-Bazeille est mise en service le 4 décembre 1855 par la Compagnie des chemins de fer du Midi et du Canal latéral à la Garonne (Midi), lorsqu'elle ouvre à l'exploitation la section de Langon à Tonneins de son chemin de fer de Bordeaux à Cette.
La compagnie du Midi indique, pour Sainte-Bazeille, une recette de 44 730 francs en 1874 et de 47 673 francs en 1876.
En 2014, c'est une gare voyageurs d'intérêt local (catégorie C : moins de 100 000 voyageurs par an de 2010 à 2011), qui dispose de deux quais, un abri et une traversée de voie à niveau par le public (TVP).
En 2016, selon les estimations de la SNCF, la fréquentation annuelle de la gare était de 2 239 voyageurs soit 6 voyageurs quotidiens.

## Service des voyageurs

### Accueil
Halte SNCF, c'est un point d'arrêt non géré (PANG) à accès libre.
Un passage à niveau planchéié permet la traversée des voies et l'accès aux quais.

### Desserte
Sainte-Bazeille est une halte voyageurs du réseau TER Nouvelle-Aquitaine, desservie par des trains express régionaux de la relation Bordeaux - Langon - Agen (ligne 47).

### Intermodalité
Un parc pour les vélos y est aménagé et le stationnement des véhicules est possible à proximité de l'entrée de la halte.

## Patrimoine ferroviaire
L'ancien bâtiment voyageurs de 1855, dû à la Compagnie du Midi, devenu une habitation privée, est constitué d'un édifice de base rectangulaire à trois ouvertures et un étage sous une toiture à deux pans couvertes en tuiles.